# Ensenada Chipehua
Ensenada Chipehua es una población del estado mexicano de Oaxaca, localizada en el municipio de Santo Domingo Tehuantepec y en el istmo de Tehuantepec. Tiene el carácter de localidad de Santo Domingo Tehuantepec.

## Ubicación
Ubicada a solo 35 kilómetros al sur del puerto de Salina Cruz, Chipehua destaca por sus frescas cabañas en la playa, además de ser un encantador pueblo con no una, sino dos entradas: una para vehículos ligeros y otra para vehículos pesados. A tan solo 4 kilómetros de la localidad de Santa Gertrudis Miramar, que pertene al Municipio de Santo Domingo Tehuantepec, se encuentra la entrada a Playa Chipehua. En las coordenadas geográficas 16°2′11″N 95°22′39″O / 16.03639, -95.37750.